# Mike Connors (Schauspieler, 1892)
Mike Connors (Michael O’Connor; * 1892 in New York City; † 16. Januar 1949 in Sydney) war ein australischer Schauspieler und Theaterleiter amerikanischer Herkunft. 
Connors kam 1916 mit einer Vaudevilltruppe von Ben Fullers mit seinem Bühnenpartner Freddie Witt nach Australien. Kurze Zeit trat er an Jack Aspreys Cremorne Theatre in Brisbane mit der Schauspielerin Queenie Paul auf, die er 1917 heiratete. Dann kehrten bei zu Fullers zurück, für den sie bis 1930 arbeiteten.
Während der Wirtschaftsdepression 1930 verloren beide ihre Arbeit bei Fullers. Sie mieteten das Haymarket Theatre in Sydney an und eröffneten es 1931 erfolgreich mit der Revue Brighter Days. Zu ihren Hauptdarstellern zählten Hector St Clair, Roy Rene und Jim Gérald. Kurze Zeit später übernahmen sie in Melbourne das Tivoli und gründeten mit dessen Betreiber George Dickenson die Connors and Paul Theatres Pty Ltd,. In Sydney übernahmen sie von George Marlow das Grand Opera House, das sie renovierten und 1932 mit einer Show mit Roy Rene und Syd Beck wiedereröffneten.
Nach dem Tod einer Tochter übertrugen sie das Theaterunternehmen George Dickenson und Frank Neil. In den nächsten Jahren arbeiteten sie mir Roy Rene zusammen. 1935 unternahmen sie eine Neuseelandtournee mit einer Revue mit George Leonard Wallace, eine zweite Tour mit dem Syd Beck scheiterte an dessen Alkoholkonsum.
1938 ging Connors zur ABC, wo er die Sendung Hospital Half Hour präsentierte, als Komiker in Out of the Bag auftrat und moderierte. 1944 kehrte er zum Theater zurück und arbeitete mit Rene im Tivoli. Ab Ende 1946 präsentierte er mit seiner Frau eine Revue mit Harry Wren im Cremonrne in Brisbane.